# زنگ هشدار

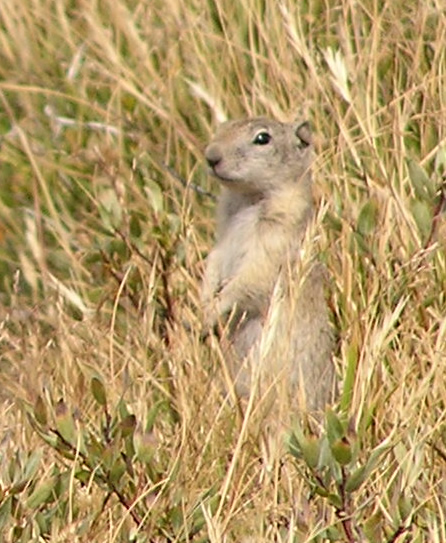
پیام هشدار در بسیاری از گونه‌ها مانند سنجاب زمینی بلدینگ مورد مطالعه قرار گرفته‌است.

پیام هشدار، علامت هشدار، سیگنال هشدار یا زنگ هشدار (انگلیسی: Alarm signal) در ارتباط جانوران (بسیاری از نخستی‌سانان و پرندگان زنگ‌های هشدار پیچیده‌ای برای هشدار دادن به همنوعان از نزدیک شدن به شکارچیان دارند. به عنوان مثال، زنگ هشدار توکای سیاه معمولی در بسیاری از باغ‌ها صدایی آشناست. سایر حیوانات، مانند ماهی و حشرات، ممکن است از سیگنال‌های غیرشنیداری مانند پیام‌های شیمیایی استفاده کنند. علائم بصری مانند چشمک‌های سفید دم بسیاری از گوزن‌ها به عنوان سیگنال هشدار پیشنهاد شده‌است. احتمال کمتری وجود دارد که توسط همنوعان دریافت شوند، بنابراین در عوض به عنوان سیگنالی برای شکارچی (درندگان) رفتار می‌شوند.